# Seminário Seráfico São Luis de Tolosa
O Seminário Seráfico São Luis de Tolosa é um prédio histórico onde hoje funciona a prefeitura municipal de Rio Negro. A estrutura foi construído pela ordem dos padres franciscanos, tendo inicialmente, recebido o Seminário Seráfico Santo Antônio em 1918, vindo de Blumenau. O Seminário, inaugurado em 1923, operou até a década de 1970 como um espaço de formação religiosa. Após um período de abandono, em 1995, a prefeitura de Rio Negro iniciou um programa de revitalização do antigo Seminário. O prédio, com cerca de 10.000 m², foi restaurado e passou a abrigar a sede administrativa da prefeitura, dividindo o espaço com as secretarias municipais.

## História
O "Seminário" e o "Collegio Seraphico" têm raízes profundas que remontam a Blumenau, onde funcionava o Collegio Seraphico Santo Antonio, fundado por padres franciscanos em 1891, provenientes da Província Santa Cruz, Saxônia, Alemanha. O espaço em Blumenau era considerado limitado, e a temperatura elevada, juntamente com a dificuldade de modernizar o instituto em sua localização original, levou à busca por outra cidade. Rio Negro, no Paraná, foi escolhida devido ao cruzamento de linhas férreas, facilitando a comunicação com vários pontos do país, além de seu clima ameno.
O terreno para a construção do seminário foi adquirido de Pedro Hering em 1917. As obras começaram em 1918, e em 1923, as aulas tiveram início para mais de cem alunos vindos de Blumenau, outros estados do Brasil e da Alemanha. A imponente edificação, composta por três torres e quatro pavimentos, totalizando 8.529,85m² de área construída, tornou-se o lar de uma educação abrangente. A estrutura era moderna para a época, abrangendo subsolo, térreo, primeiro, segundo e terceiro pavimentos. Diversas atividades eram realizadas em diferentes setores, desde administração, salas de aula, capela, até áreas destinadas à clausura. Os alunos eram divididos em classes primárias, curso secundário, estudo de línguas, literatura universal, ginástica, preparando-se para o sacerdócio na Ordem Franciscana.
Junto ao Collegio Seraphico, o convento de São Luis de Tolosa abrigava frades-sacerdotes e irmãos leigos a serviço do seminário. O ambiente também era marcado por festas tradicionais, como a Festa de Cristo Rei e o aniversário, realizadas com pompa e circunstância. Durante seu funcionamento, o seminário recebeu figuras ilustres, incluindo Frei Evaristo Arns, Arcebispo emérito de São Paulo, Frei Quirino Schmitz, bispo de Teófilo Otoni, e Leonardo Boff, destacado teólogo da Teologia da Libertação.
Quanto à situação jurídica do imóvel, ele foi tombado como Patrimônio Histórico e Cultural do Município em 1978. Em 1995, tornou-se o Parque Ecoturístico Municipal São Luis de Tolosa, oferecendo atrativos históricos, culturais e ambientais. A antiga estrutura do seminário passou a abrigar a Prefeitura Municipal em 1999.

## Parque Ecoturístico Municipal São Luis de Tolosa

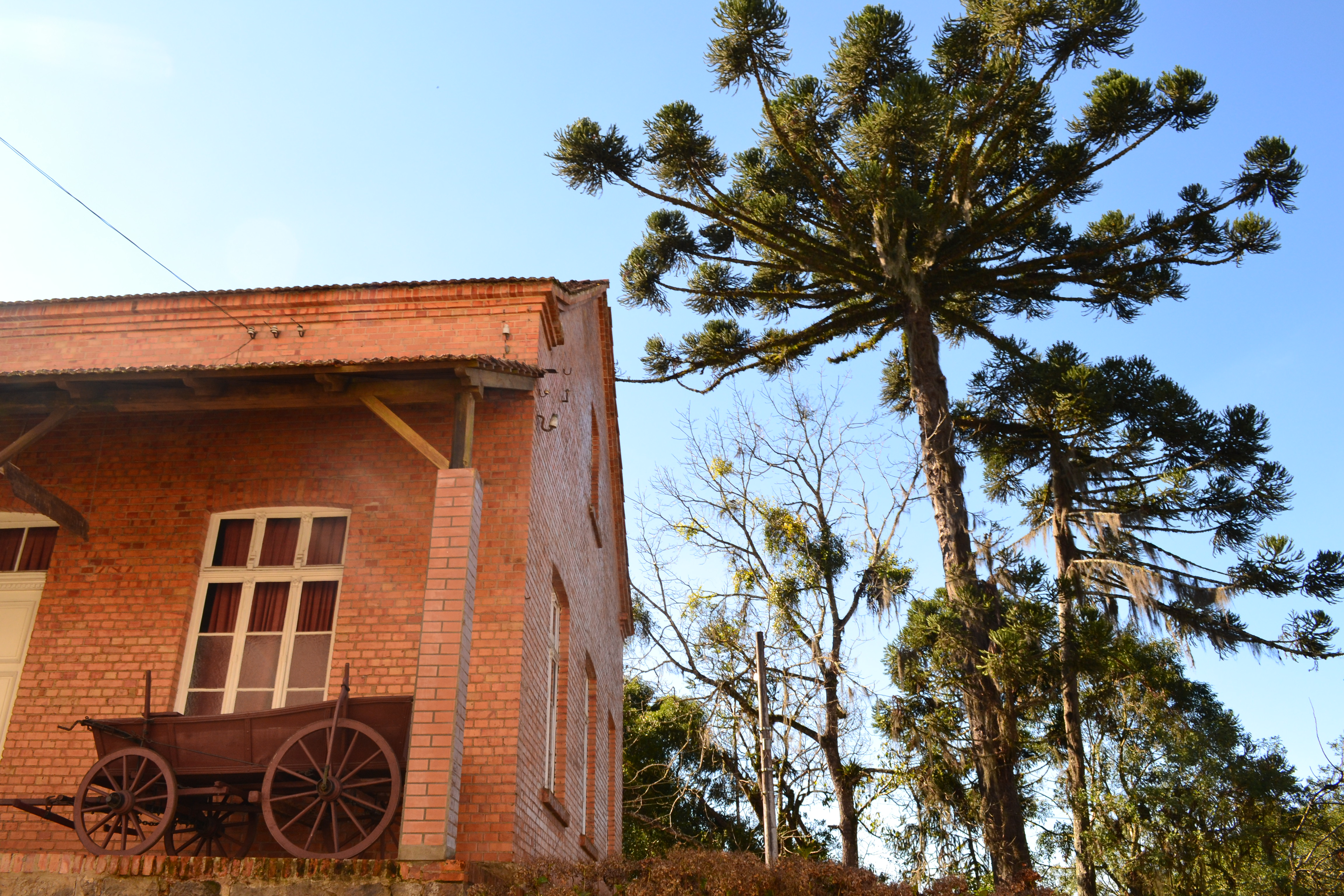
Araucárias próximas a prédio anexo ao seminário

O Seminário está localizado dentro do Parque Ecoturístico Municipal São Luís de Tolosa, e conta com 53,87 hectares, com uma ampla reserva ambiental constituída de remanescentes da Floresta Ombrófila Mista (FOM), com uma destacada presença de Araucárias e outras árvores e fauna nativa. Constitui, desde 1995, uma Área de Relevante Interesse Ecológico, e foi transformado em Unidade de Conservação de proteção integral que se destaca como o principal parque urbano da região. Antes de ser designado como tal, o parque passou por um processo de reestruturação para se adequar às diretrizes do Sistema Nacional de Unidades de Conservação da Natureza (SNUC), estabelecido pela lei 9.985/2000.
O Parque Ecoturístico Municipal São Luis de Tolosa, gerido como Parque Natural Municipal, busca garantir a proteção integral do ecossistema, possibilitando atividades de pesquisa científica, educação ambiental, recreação em contato com a natureza e turismo ecológico. Com trilhas interpretativas e uma área total de 538.792,28 m², o parque oferece oportunidades para a observação de espécies nativas e exóticas. O parque desempenha um papel crucial na conservação da biodiversidade local, servindo como habitat para diversas espécies ameaçadas, como o tauató e o mocho-diabo, listados no Livro Vermelho da Fauna Ameaçada do Paraná. Além disso, contribui para a preservação de espécies de mamíferos, como jaguatirica e veado catingueiro, e aves como o jacu e o pica-pau-rei.

## Turismo
Como parque, o Seminário não apenas se destaca pela sua importância ecológica, mas também pelo seu potencial turístico. Com uma trilha interpretativa, painéis informativos e ações do Centro Ambiental Casa Branca, o parque busca sensibilizar os visitantes sobre a importância da preservação ambiental. A educação ambiental é uma peça fundamental, buscando conscientizar a população local e os visitantes sobre a necessidade de conservação e uso sustentável dos recursos naturais.